# 中田邦造
中田 邦造（なかた くにぞう、1897年6月1日 - 1956年11月15日）は、昭和期の司書。石川県立図書館や東京都立日比谷図書館の館長を歴任し、近代日本の図書館発展に大きな影響を与えた。号は自邦居士あるいは空人生。

## 青年時代
滋賀県甲賀郡柏木村（後水口町を経て、現在は甲賀市）宇田の出身。事情により学業が思うように任せず、膳所中学校を卒業したのは20歳になってからで、以後第八高等学校 を経て、1920年に京都帝国大学哲学科に入り、西田幾多郎の門下となる。また、高校時代より飯田攩隠と親交を持ち、彼の元で度々座禅を組んだという。その後、大学院に進んだが、1923年に一年志願兵に志願したのを機に中退、除隊後は28歳で石川県主事となった。

## 図書館との出会い
中田と図書館との本格的な関わりは1926年に社会教育の部門にいた中田が、社会教育に携わる立場から読書の重要性と図書館のあり方を提示した論文『讀書の内面的意義を省みて圖書館關係者の任務をおもう』を県立図書館月報に寄せたところに始まる。これが注目されて1927年に県立図書館長事務取扱に任じられた。中田はこの年に石川県図書館協会を設立して自ら会長に就任し、続いて「読書学級」構想を立ち上げる。これは人間は読書を精神的な生活の糧と位置付け、読書を通じて自己教育を行う必要性を唱え、その第一歩として向学心を持ちながら農村や工場で働かざるを得ない青少年（義務教育を終えた未成年者）対象に3年間で終了する「読書学級」を開いて、読書後に読書日録（読書日記）を書かせてそれを基に読書指導を行う構想であった。そのために市町村の図書館と協力して各地に青少年文庫を設置して「読書学級」の組織化を図った。中田が正式に石川県立図書館長に就任した1931年以後にこの構想の具体化が進み、同年2月から石川郡を中心とした6ヶ所計120名で「読書学級」が開始され、1934年9月には羽咋郡高浜町の町立図書館に最初の青少年文庫が設置され、以後県内各地の市町村の図書館に青少年文庫の設置が開始された。中田の活動の結果、県下30ヶ所に青少年文庫が設立され、2千人の若者が「読書学級」・青少年文庫に参加するようになった。また、読書学級卒業者の中には卒業後には補助員として読書指導を助ける側に回る者も現れた。また、児童図書のあり方についても研究し、「小学6年生児童に1年間にどのような図書をどれだけ与えるべきか」等といった課題を提示してそのための企画・図書の選定を策定している。1933年にはこれまでの経験を基にした著書『公共図書館の使命』を刊行している。

## 図書館附帯施設論争
1933年、改正図書館令が公布された。その第1条第2項に“圖書館ハ社會教育ニ關シ附帶施設ヲ為スコトヲ得”の一文が盛り込まれた。この「附帯施設」という語には、図書館に附属する従たる施設という本来の意味と同時に、図書館事業の一環として行われる社会教育的な諸事業（「附帯事業」）そのものの意味で用いられる用例もあった。日本図書館協会の機関誌である『図書館研究』の1934年1月号に中田は「図書館員の拠って立つところ」を寄稿した。この中で、同項目の附帯施設を図書館本来の事業である第1項にある図書記録の蒐集とそれを公衆に閲覧させあるいは教養・学術に資するようにすべきであるとした設置目的に則した社会教育事業を行う施設のことであると解説した。これは旧来の図書館令の考え方や乗杉嘉壽以来の社会教育行政論からすれば、中田の解説は妥当な考え方であった。ところが、文部省成人教育課長である松尾友雄が同誌2月号「図書館令第一條第二項」を発表して、中田説を批判し、第2項は社会教育全般の施設を指すとし、図書館は必要に応じて社会教育のために体育・民衆娯楽の指導を行うべきであるとして、地域の要望によっては「図書館で柔道や剣道などをやった方がいい、いややるべきである」と主張した。更に松尾は図書館・博物館・青年訓練所などが分立する現在の社会教育施設のあり方を批判して、行政の効率を促進させるために将来的には町村の小規模な図書館は社会教育館に改組すべきであると唱え、あたかも「社会教育館があれば図書館は不要」とも受け取れる発言をした。これに対して中田と松尾は4月号にそれぞれ「図書館は図書館として発達せしめよ」・「図書館の附帯事業に関する見解の対立」を発表して互いに相手の説の問題点を指摘した。
そもそも、この問題は1931年の第25回全国図書館大会に先立って、日本図書館協会に対して文部大臣から「圖書館ノ附帶事業トシテ適當ナル社會教育施設如何」という諮問が出されたことに遡る。これは図書館が社会教育事業に対していかなる役割が果たせるのかという内容のものであった。この時、「文部省の言う附帯事業が図書館事業と間接的な関係にあるものならば、図書館はそこまで手を染める必要性はない。直接関係する事業であれば、全力を之に注ぐべきである」と意見したのが中田であった。この中田の意見に基づいて図書館令改正に先立って日本図書館協会内に「図書館社会教育調査委員会」が立ち上げられていたが、その審議の矢先にこの論争が発生したのである。その報告書は1937年に出された（「図書館社会教育調査報告」）。その内容は、附帯事業には図書館固有の職能を助成促進する直接附帯事業とそれ以外の間接附帯事業があること、直接附帯事業は図書及び読書と何らかの関連性があり図書館の活動の一環であるが、間接附帯事業は元来図書館が行う事業ではなく必ずしも行う必要性は無いとして中田の主張が理論上は認められた。だが、同時に緊迫化する内外の情勢において図書館が果たすべき社会貢献の一環として間接附帯事業への協力が掲げられ、最終的な結論としては文部省の主張に沿ったものとなった。
そもそも、中田は社会教育畑から図書館に入っただけに図書館における社会教育を否定していたわけではない。むしろ、読書を通じた生涯教育こそ中田の考える図書館が果たすべき社会教育そのものであった。中田の活動は読書指導運動のモデルとして高く評価され、図書館界における中田への評価は高まった。だが、それは方法論の話であり、実際には国民精神総動員運動に活用され、中田本来の生涯教育を目指した読書活動とは大きくかけ離れたものになっていった。
なお、中田が強く批判した松尾友雄の「社会教育館」構想は戦時体制強化と敗戦によって一旦は破綻することになる。だが、構想の一部は戦後の公民館制度に影響を与えたと言われている。

## 上京
1939年、中田の活動を支援することを目的に、石川県によって「図書群」構想が打ち立てられた。これはたくさんの図書の中から青少年の自己教育力を高めることに資する書籍を選定して、その中心に必修書を位置付け、その回りには様々な分野の自由選択図書を配して、「読書学級」・青少年文庫の指導・補助に対する便宜を図ろうとする中田の構想に基づいていた。翌1940年3月に県学務局長を長とする「石川県図書推薦委員会」は、難易度に応じて「初級・中級・上級」の3段階、分野に応じて「国民的教養・情操涵養・理科的教養・健康増進・経済社会生活の強化」の5分野に分類した170冊が推薦され、7年間かけて読了する構想が立てられた。だが、それは中田の当初構想した「図書群」理念とはかけ離れた「戦時下社会の人的資源開発」を目的とした社会教育政策として打ち出されたものであった。
その年、中田は帝国大学附属図書館の館長を務めていた高柳賢三の要請を受けて同館の司書官を受けることになり上京した。高柳は英米法の権威である法学者であったが、前年に日本図書館協会会長を引き受けており、中田に対して図書館と協会双方についての補佐を求めたのである。司書官は司書の筆頭であると同時に館長に次ぐ地位であり、破格の待遇であった。続いて日本図書館協会理事（後に専務理事・顧問）を兼ねた。

## 日比谷図書館と蔵書疎開
1943年の東京都制施行と同時に東京都の中央図書館に指定された日比谷図書館には東京市立図書館以来の蔵書が多数存在していた。初代館長であった藤野重次郎は、木造部分が大半を占める図書館の建物が空襲による火災に弱いであろうと考え、万が一に備えて貴重な蔵書や史料・文献などを秘かに疎開させる事を考えた。東京都教育局と相談した藤野は、西多摩郡多西村を疎開先として決定し、同村村長宅や寺院などから余裕がある倉庫・土倉を借り受ける事に成功して徐々に疎開が開始されていた。だが、その最中に人事異動で藤野が異動となってしまう。教育局長の生悦住求馬もこの事態に困惑した。そこで生悦住が後任として思い当たったのが高校の先輩で、東京帝国大学附属図書館の司書官であった中田であった。折りしも東京帝国大学附属図書館で空襲対策に頭を悩ませ、「文献の防護対策」という論文を執筆していた中田は、生悦住の懇願を受けて図書館長を引き受ける事になった。
7月1日に館長に就任した（着任は7月27日）中田は、管理掛長秋岡梧郎と事業掛長加藤宗厚（後の国立図書館長）らに対して、図書館の蔵書と一緒に貴重な民間所蔵の文献も疎開させられないかと提案した。都内に住む多くの文人・知識人の中には個人で相当な蔵書を抱えている者もおり、中には日比谷図書館の蔵書にも劣らない貴重な物も含まれていた。それらが空襲によって失われてしまう事を中田は恐れていたのである。中田はそれらの蔵書を都立図書館が買い取る形で蔵書とともに疎開させようと考えていたのである。意外にも軍部や都の防衛局も蔵書の事を危惧して疎開を渋る民間人の早期疎開を進める方法としてこれを支持、空襲で勤務先を失った都立図書館職員などを総動員して蔵書とともに買収図書の疎開にあたった。図書の査定・購入には東京帝国大学卒の古書商としても知られていた反町茂雄などがあたった。その最中の1945年5月25日の空襲によって夜11時半頃に日比谷図書館は焼失、貴重な蔵書の殆どが疎開を終えていたものの、都民の利便のためにそのまま残されていた蔵書209,040冊は図書館と運命をともにした。（戦後の東京都の調査によれば、この日の空襲（7館焼失）とこれに先立つ3月10日の大空襲（4館焼失）と4月14日の西巣鴨図書館の焼失などによって都立全27館のうち全焼が日比谷含めて12、被害を受けたものが11、焼失図書は、日比谷を含めた全焼12館で338,663冊、その他の館や貸出中に失われたのが102,188冊という数字が残されている）。だが、皮肉な事にこの焼失によって民間蔵書の買取と疎開に専念できるようになり、中田らは埼玉県志木町にも倉庫を借りて買取作業を加速させる。終戦までに買い上げて疎開をさせた民間の蔵書は40万冊以上に達したとされる。なお、この買取に応じた人々の中には加賀豊三郎・諸橋轍次・市村瓚次郎・井上哲次郎・小西重直・河田烈・清水澄・片岡鉄兵・池田亀鑑・狩谷棭斎・桑木厳翼・和田万吉など（一部遺族による分を含む）の蔵書や神田神保町などの著名な古書店の商品などがあった。
これらの蔵書は、戦後「特別買上文庫」として東京都立図書館再建の中軸となったものである。

## 戦後
戦後も中田は京橋図書館（現在の中央区立京橋図書館）内に事務所を設置して、廃止が確定的となった海軍大学校の蔵書を引き取るなどして、日比谷図書館以下全ての都立図書館の再建を果たすべく活動を続けた。また、日本図書館協会幹部とともに図書館法制定のための研究活動も進めた。
ところが、1949年11月3日の日比谷図書館仮施設落成を目前にした9月30日に中田は退職する。
中田は哲学畑の出身で温厚篤実であったが仕事には人一倍厳しい事で知られ、図書館員に自己研修を義務付けてその成果を採点したり、更に図書館用に配給された麸餅の分配も勤務実績に応じて厳密に配分したとされている。更に戦後、図書館再建に備えて経験豊富な外地の元図書館員を多く採用したこと、都立図書館再建すらままならない状態での一部都立図書館の区立図書館への移管構想に不満を抱き、管理権が区長に移る前日に自分の信頼できる館員を館長にする人事を発動するなど、時には強引な姿勢を示した。こうした姿勢に中田の下で働く図書館員の不満が募るようになっていった。
1947年1月25日、日比谷図書館の労働組合（東京都職員労働組合教育支部日比谷分会）から東京都教育委員会に対して「日比谷図書館長中田邦造排斥顛末書」なる文書が送付された。そこには、中田の部下への扱いを非難するばかりでなく、蔵書買上時に不正な支出を行って中田個人が着服したという内容が書かれていた。蔵書買上に関する会計の不明瞭さについては以前から言われていたものの、それは買上げた図書の疎開のために汗を流した勤労動員の学生など公的支出と認められにくい部門への報酬や被災職員への見舞金がほとんどであったと言われ、中田が個人のために流用した証拠は無く、彼を責めるには余りにも酷な話であった。また支出の出所も都からの予算ではなく、反町のような協力者からの寄附金で構成された買上基金からであったことから、最終的には中田の裁量範囲とされてその責任は問われなかったものの、この出来事は彼の心を傷つけた。続いて、新しい図書館法に国庫による財政支援規定が盛り込まれず（しかも公布は1950年まで先送りされた）、上野図書館（国立図書館の後身で中田のかつての部下であった加藤宗厚が館長であった）の都立図書館移管計画も先送りされた（1994年に正式に中止決定）こと、本格的な日比谷図書館の再建すら見送られて当面仮施設での運営を余儀なくされる事が明らかとなった（実際に本格的な図書館が再建されるのは、中田の死の翌年1957年のことである）ことなど戦後の図書館を取り巻く厳しい環境の現実を前に長年の苦労で病気がちになっていた中田の体が持たなかったからだと言われている。
晩年は、日本図書館協会顧問や教育指導者講習（FIEL）の図書館分野の講師を務めているが、日比谷図書館の再建を見ることもなく59歳で病没した。